# Viorel Ștefan
Viorel Ștefan (Mitoc, 26 luglio 1954) è un politico ed economista rumeno.
Esperto di economia e più volte presidente della commissione al bilancio sia al senato che alla camera, fu parlamentare per il Partito Social Democratico dal 1996 al 2019. Nel 2017 fu nominato ministro delle finanze nel governo Grindeanu e nel 2018 vice primo ministro senza portafogli nel governo Dăncilă.
Nel luglio 2019 divenne membro della Corte dei conti europea.

## Formazione e carriera professionale
Viorel Ștefan conseguì la laurea in economia presso l'Università Alexandru Ioan Cuza di Iași nel 1980.
Dopo gli studi lavorò in qualità di contabile presso la compagnia di stato per la navigazione fluviale, la NAVROM di Galați. Dopo la rivoluzione del 1989 la società venne privatizzata e nel 1991 Ștefan fu nominato direttore generale della neonata NAVROM SA, divenendone presidente nel 1996. Interruppe l'attività lavorativa solamente nel 2002, quando era già al terzo mandato al senato.
Contestualmente Ştefan fu anche titolare di azioni della società. Oltre che della NAVROM fu azionista anche della Transport Trade Services, azienda specializzata in logistica attiva nel trasporto fluviale e ferroviario
Tra il 1992 e il 1998 fu, inoltre, presidente dell'associazione padronale del trasporto navale e, tra il 1995 e il 2001, presidente dell'associazione degli armatori e degli operatori portuali fluviali della Romania.
Nel 2002 conseguì un dottorato in economia presso l'Università Dunărea de Jos di Galați.

## Carriera politica

### Parlamentare
Membro dal 1993 del Partito della Democrazia Sociale di Romania (nel 2001 divenuto Partito Social Democratico - PSD), fu eletto al senato per i socialdemocratici per il Distretto di Galați in occasione della tornata elettorale del 1996 e fu riconfermato anche nelle successive due legislature (2000 e 2004). Nel corso dei 12 anni al senato fu a più riprese presidente della commissione al bilancio e alle finanze e membro della commissione congiunta camera-senato sul controllo sulla corte dei conti.
Dopo tre legislature al senato, nel 2008 ottenne un seggio alla camera dei deputati per il PSD sempre nel distretto di Galați. Rieletto deputato anche nel 2012 e nel 2016, fece parte della commissione al bilancio e alle finanze della camera e ne fu presidente dal 2014. Fu, inoltre, membro della commissione congiunta con il senato sull'analisi del progetto di legge sull'estrazione mineraria dell'area protetta di Roșia Montana.
Nel marzo del 2015 fu indicato come possibile nuovo ministro delle finanze del governo Ponta IV in sostituzione di Darius Vâlcov, indagato dalla Direzione nazionale anticorruzione della Romania (DNA) e sottoposto a misura di custodia cautelare per fatti di corruzione. Il primo ministro Victor Ponta, tuttavia, gli preferì l'allora ministro per i fondi europei Eugen Teodorovici.
In occasione del congresso straordinario del PSD dell'ottobre 2015, che celebrò Liviu Dragnea come nuovo presidente nazionale in sostituzione di Ponta, Ștefan fu eletto come uno dei nuovi 14 vicepresidenti del partito.

### Ministro delle finanze
Rieletto alla camera nelle liste del PSD nel 2016, fu nominato ministro delle finanze del neonato governo Grindeanu, che assunse l'incarico nel gennaio 2017.
Nel corso del mandato di ministro, tuttavia, fu pubblicamente criticato dal presidente del PSD Dragnea per non aver rispettato le indicazioni del programma di governo nel progetto della legge di bilancio per il 2017 (ad esempio, il ministro previde una crescita per il 2017 del 5,2%, rispetto al 5,5% programmato del partito). In aprile fu nuovamente ripreso dal presidente del partito in merito al suo modo di gestire le comunicazioni con il pubblico. Nello specifico a Dragnea non piacquero le rivelazioni fatte dalla stampa e dal ministro del lavoro Lia Olguța Vasilescu su alcune misure previste per la legge di modifica del codice di procedura fiscale. Nello stesso mese di aprile il PSD iniziò a pensare ad un più ampio rimpasto della squadra di governo che avrebbe colpito anche Ștefan. L'emergere di contrasti tra Dragnea e il premier Sorin Grindeanu, tuttavia, rinviò la questione sulla valutazione delle attività del governo al mese di giugno. Mentre Grindeanu perse l'appoggio del PSD, i ministri, su indicazione del partito, presentarono le proprie dimissioni in massa, in modo da spingere il primo ministro a ritirarsi dal suo ruolo. Il governo Grindeanu cadde il 21 giugno 2017, su una mozione di sfiducia presentata dallo stesso PSD. Ștefan non fu riconfermato nel nuovo governo Tudose, in quanto il ministero passò a Ionuț Mișa.
Rientrato nel giugno 2017 nella funzione di presidente della commissione al bilancio della camera, nel gennaio 2018 fu richiamato nell'esecutivo di governo per rivestire la posizione di vice primo ministro senza portafogli nel nuovo governo Dăncilă. Tra il settembre e l'ottobre 2018 rivestì ad interim il ruolo di ministro della ricerca.
Nel 2019 fu proposto dal governo per la posizione di membro della Corte dei conti europea. Nominato nel mese di maggio, entrò in funzione il 1º luglio 2019, per un incarico fino al 30 giugno 2025.

## Vita privata
Ștefan è sposato e ha tre figli.